# Lasthenia maritima
Lasthenia maritima là một loài thực vật có hoa trong họ Cúc. Loài này được (A.Gray) M.C.Vasey mô tả khoa học đầu tiên năm 1985.